# Club Penguin
 (octobre 2015).
Club Penguin était un jeu en ligne massivement multijoueur (MMO) lancé en octobre 2005 et disparu en mars 2017.
Il était développé avec Adobe Flash par New Horizon Interactive, qui, depuis août 2007, a été achetée par le Walt Disney Internet Group, filiale de la Walt Disney Company. Depuis, Club Penguin est devenu une franchise avec plusieurs produits dérivés.
Les serveurs du jeu ont fermé le 29 mars 2017 dans toutes les langues afin de laisser place à son successeur officiel, L'Île de Club Penguin, dont les serveurs ont fermé à leur tour le 20 décembre 2018, marquant donc la fin de la franchise.

## Histoire

### Prédécesseurs (2000 - 2004)
Tout commence en 2000, avec Lance Priebe qui souhaite créer un jeu de batailles de boules de neiges. Il développe Snow Blasters en 2000, pendant son temps libre. Le projet n'a jamais été terminé, et a été transformé en Experimental Penguins. Ce dernier a été lancé en juillet 2000 par RocketSnail Games, développeur de jeux en ligne, basé à Kelowna, en Colombie-Britannique, au Canada. Le jeu a fermé 5 mois plus tard, à cause du coût des serveurs.
RocketSnail a continué de développer Experimental Penguins et a transformé ce dernier en Penguin Chat, un jeu sorti en janvier 2003 sur Flash 5. Le jeu a notamment rajouté des mini-jeux, tels que Ballistic Biscuit, un jeu où le joueur se retrouve à surfer sur une bouée et doit sauter par-dessus des obstacles. Il peut être retrouvé dans Club Penguin sous le nom d'Aquabond.
Lance Priebe et ses collègues Lane Merrifield et Dave Krysko ont commencé à créer Club Penguin lorsqu'ils n'ont pas réussi à trouver "quelque chose qui avait des composantes sociales mais qui était sûr, et pas seulement commercialisé comme sûr" pour leurs propres enfants.
Dave Krysko voulait créer un site de réseautage sûr et sans publicité pour les enfants. Ses collègues étaient tentés par la même idée. Ils fondent alors la société New Horizon Interactive pour développer leur prochain produit.

### Le début (2004 - 2007)
Le développement de Club Penguin a commencé en 2004 et a comme base Penguin Chat 2, suite de Penguin Chat. L'équipe n'était pas encore sûre du nom de leur prochain jeu, et a donc nommé son jeu "Penguin Chat 3", qui était une version de test de Penguin Chat 4 (renommé Club Penguin). Les utilisateurs de Penguin Chat étaient invités à participer au bêta-test de Club Penguin. À l'origine, Club Penguin était censé sortir en 2010, mais grâce à l'accélération du projet par l'équipe et aussi grâce aux nombreux testeurs, Club Penguin est sorti cinq ans plus tôt, le 24 octobre 2005. Club Penguin a commencé avec 15 000 joueurs. en mars 2006, le nombre de joueurs a atteint 1,4 million. Le nombre monte à 2,6 millions en septembre. Deux ans plus tard, en 2007, le jeu atteint 3,9 millions de joueurs, malgré l'absence de communication marketing.

### Rachat par Disney (2007)
Disney rachète le 1 août 2007 Club Penguin pour une somme de 350,93 millions de dollars. Au moment du rachat, le jeu a atteint les 11 à 12 millions de membres, dont 700 000 abonnés (service payant offrant plus de possibilités au joueur), et générait 40 millions de dollars annuellement,. En fin d'année, le jeu a atteint 30 millions de membres, ce qui est presque le triple d'août 2007. Le rachat a fait débat dans la communauté : de multiples manifestations dans le jeu sont apparues. De nombreux joueurs affichaient leur mécontentement par des critiques envers Disney, concernant l'avenir du jeu après son rachat.

### Croissance (2008 - 2015)
Depuis le rachat, Club Penguin n'a cessé de croître, faisant partie d'une franchise plus importante, créant des jeux vidéo sur consoles, des livres, une émission télé, des chansons, des applications, des peluches, etc. Disney a souvent utilisé Club Penguin comme une manière de promouvoir leur nouveau contenu, notamment leurs films. Ils créent des fêtes Zootopie, Reine des Neiges, Star Wars. Le jeu a forgé toute une histoire et tout un monde, avec des personnages mythiques, comme un pirate (Rockhopper), ou une journaliste (Tante Arctic) mais encore des agents secrets (Rookie, Gary, Le Gars au Jetpack...)
En 2008, le premier bureau international ouvre à Brighton, en Angleterre, pour renforcer le niveau de modération et le soutien aux joueurs. Davantage de bureaux sont créés à São Paulo et à Buenos Aires.
Le 11 mars 2008, Club Penguin créé le "Projet d'amélioration Club Penguin" (Club Penguin Improvement Projet, abrégé "CPIP") qui a permis aux joueurs de tester de nouvelles fonctionnalités marquantes, tels que les cartes postales, la nouvelle carte de joueur, la correction de bugs, et aussi tester leur nouveaux serveurs. CPIP se termine le 4 avril 2008. En septembre 2011, ils sortent leur première application mobile nommée "Puffle Launch", tiré directement du mini-jeu du même nom de Club Penguin.
À la fin de 2012, l'un des cofondateurs, Lane Merrifield, quitte Disney Interactive pour se consacrer à sa famille et à un nouveau produit éducatif, Freshgrade. Chris Heatherly a alors repris l'ancien poste de Merrifield. En juillet 2013, Club Penguin ne comptait pas moins de 200 millions de joueurs.

### Déclin et discontinuation (2015 - 2017)
En avril 2015, il est révélé que Disney Interactive avait licencié 28 salariés de Club Penguin en raison de la baisse de popularité du jeu. Quelques jours plus tard, le 17 avril 2015, le bureau international basé à Brighton ferme définitivement. Le même jour, certains employés des bureaux de Los Angeles sont également licenciés. Disney déclare que « Nous cherchons à trouver des moyens de créer des économies et de rationaliser nos opérations. Dans le cadre de ce processus, nous procédons à une réduction ciblée des effectifs ».
Un peu plus tard dans l'année, en septembre 2015, la version russe et allemande du jeu ferme définitivement. Le même jour, une application mobile dérivée (Puffle Wild) a été retirée des magasins d'applications pour permettre à Disney Interactive de se focaliser davantage sur Club Penguin. Un peu plus tard, 30 employés sont licenciés de Disney Studios Canada. Le 11 janvier 2016, les applications mobiles « Sled Racer » (un jeu de courses de luge, tiré du mini-jeu du même nom) et "SoundStudio" (application servant à créer de la musique, tirée du mini-jeu du même nom) ont également été retirées des magasins d'applications.
Le 30 janvier 2017, il est déclaré que Club Penguin fermera le 29 mars 2017 pour laisser place à son successeur L'Île de Club Penguin, tentative de résurrection de la franchise. Le 29 mars 2017 à 9h01 et 31 secondes, les serveurs de Club Penguin ont définitivement fermé.

## Historique
Le 24 octobre 2008, Disney Consumer Products lance une gamme de jouets Club Penguin dans les magasins Toys "R" Us américains.
Le 20 juin 2010, le site a été fermé temporairement en raison d'un non-renouvellement par Disney du nom de domaine.
Le 15 septembre 2011, sort Club Penguin : Puffle Launch (Aéro Puffle), une application iPhone dérivée d'un mini-jeu éponyme du monde virtuel.  
Le 3 février 2012, Disney Publishing Worldwide lance un magazine Club Penguin au Royaume-Uni. Le 12 juin 2012, Club Penguin annonce que les personnages de Marvel Comics seront disponibles dans le jeu à compter du 3 juillet. Le 4 juillet 2012, à la suite de controverses chez son concurrent Habbo Hotel, Club Penguin lance une campagne sécurité de 3 millions de £ (4,7 million d'USD) dans la zone Europe-Afrique-Moyen-Orient. Le 18 octobre 2012, Lane Marrefield (Billybob)  ainsi que Holly Hildebrandt (Happy77)  annoncent qu'ils quittent l'équipe du jeu après 7 années de travail.
Le 12 février 2013, Walt Disney Records et Club Penguin éditent la première compilation musicale issue d'un univers virtuel. Le 12 décembre 2013, Disney Interactive annonce la sortie en 2014 du jeu Club Penguin sur iPad (iOS).
En juillet 2014, Chris Heatherly, le chef de Club Penguin, annonce la sortie de l'application Club Penguin pour Android avant décembre 2014. Le 18 décembre 2014, celle-ci sort sur Google Play, jour du début de la Fête du Joyeux Morse.
Le 2 septembre 2015, les versions allemande et russe de Club Penguin ferment définitivement, dû au manque de joueurs et également dans le but de se focaliser sur le "Projet Super Secret".
Le 31 janvier 2017, Disney annonce la fermeture du jeu Club Penguin pour le 29 mars 2017 et le lancement d'un nouveau jeu nommé L'Île de Club Penguin,,,, sorti d'abord sur l'App Store et Google Play, pour enfin sortir le 1er décembre 2017 sur Windows et MacOS. Le 30 mars 2017, Club Penguin ferme définitivement dans toutes les langues.

## Présentation
Le jeu s'adressait à tout le monde, mais tout particulièrement à un public allant de 6 à 14 ans. Il prenait place dans un monde virtuel représenté par une vaste île enneigée dans lequel les joueurs pouvaient errer, discuter, participer à des mini-jeux ou à des activités. Les joueurs devaient se choisir un avatar ayant l'apparence d'un manchot de la couleur de leur choix. Les joueurs pouvaient également s'acheter à l'aide de leur monnaie virtuelle des petites boules de poils appelées "Puffles", animaux de compagnie virtuels du jeu, dont il en existait de plusieurs couleurs (arc-en-ciel, rose, rouge, violet, orange, vert, marron, noir, or, bleu, jaune, chien, chat), et il était possible durant certaines fêtes d'adopter des puffles spéciaux tels que les puffles dinosaures, lapin, licorne, etc.
Les joueurs pouvaient aussi acheter des vêtements pour leurs pingouins et leurs puffles, mais aussi décorer leurs igloos, leur servant d'habitats individuels visitables par d'autres joueurs.
De plus, ils pouvaient participer à des événements spéciaux principalement mensuels.
Club Penguin était adapté en anglais, français, portugais et espagnol à sa fermeture. Depuis le 2 septembre 2015, le jeu n'était plus disponible en allemand et en russe.

## Modèle économique
Le jeu était gratuit pour tous, mais certaines fonctionnalités telles que se vêtir de certains habits, pouvoir personnaliser au maximum son igloo, adopter plus de deux puffles, accéder à certains niveaux dans les mini-jeux ou se rendre dans des salles spéciales durant des fêtes nécessitaient un abonnement payant, obtenable à l'aide d'une carte de crédit, de cartes cadeaux trouvables en boutique ou des bons d'abonnement.

## Mode de jeu
Le jeu était très simple d'utilisation. Pour déplacer son pingouin, le joueur devait cliquer à l'endroit désiré, puis il avançait en se dandinant, en emmenant ou non avec lui un de ses puffles. Il existait une carte pour se déplacer d'une place à l'autre plus rapidement, ainsi qu'un téléphone d'espion pour les "Agents Secrets de l'EPF" afin de se téléporter de salle en salle avec. La version française parlait de pingouin, mais il s'agissait d'une erreur de traduction du mot anglais penguin, qui est un faux-ami et qui se traduit en réalité par manchot. Sur Club Penguin, on pouvait aussi devenir agent secret, guide touristique et ninja.

### Mini-jeux multijoueurs
- Quatre à la suite (jeu de stratégie) : Il était possible de jouer à ce jeu avec un autre joueur dans le Chalet et le Grenier du Chalet. Pour gagner, il fallait empiler quatre jetons diagonalement, verticalement ou horizontalement. Le jeu se déroule en tour par tour. Il reprend le concept du Puissance 4.

- Mancala (jeu de stratégie) : Il était possible de jouer à ce jeu avec un ami en allant dans le Coin Lecture situé au-dessus du Café. Le jeu se déroulait au tour par tour. Une partie se terminait quand un joueur n'avait plus de pierres, celui qui dispose du plus grand nombre de pierres étant déclaré vainqueur. Il reprend le concept de la Mancala, jeu de société d'origine africaine du même nom.

- Mini-Jeu de hockey (automne-hiver) ou de football (printemps-été) : Ce sport d'équipe était disponible au Stade. Le palet en caoutchouc était déplacé sur la surface de la glace quand un joueur l'atteignait et le but était de viser les cages adverses avec, de même pour le ballon de football sur le gazon. Aucune pièce de monnaie n'est décernée dans ce jeu.

- Courses de Luges : Ce jeu multi-joueurs est un des passe-temps les plus populaires de Club Penguin. Il faut choisir une course et celle-ci débute lorsque chaque luge est remplie. Il faut déplacer la luge et éviter les obstacles. Ce jeu est disponible pour 1, 2, 3  ou 4 joueurs et 5 à 20 pièces peuvent être gagnées.

- Card-Jitsu : un jeu de cartes qui a lieu au dojo. Il y a trois sortes d'éléments : Le feu, l'eau et la neige. La neige bat l'eau, l'eau bat le feu et le feu bat la neige. À chaque tour il faut choisir une carte entre ces trois éléments et l'une d'elles est gagnante. Si deux cartes sont du même élément, la carte ayant le chiffre le plus élevé est la plus forte. Au cours des combats le joueur gagne des ceintures, de la blanche à la noire. Une fois la ceinture noire gagnée, le mode "défie le Sensei" est débloqué. Pour battre le Sensei, il faut utiliser toutes les stratégies apprises au cours des derniers combats. Une fois battu, le joueur devient ninja. Il est également possible d'ajouter des cartes en les achetant en ligne. Un des joueurs a été d'ailleurs champion de Card-Jitsu avant la fin de cette franchise.

- Card-Jitsu Feu : C'est la suite du jeu Card-Jitsu, qui est disponible dans le repaire ninja. Seuls les ninjas peuvent jouer à ce jeu (l'amulette qu'il fallait acheter dans le catalogue "chaîne et roseaux" est maintenant donnée par le sensei). Pour rentrer dans le dojo de feu, il faut cliquer sur la pierre enflammée. Le jeu se déroule dans le cratère du volcan. Le joueur doit se déplacer en choisissant le type de case (Feu, neige, eau, carte jitsu, etc.). Au bout de plusieurs combats, le vêtement de feu est gagné. Il faut ensuite affronter le Sensei, et une fois battu le joueur devient ninja de feu.

- Card-Jitsu Eau : Cette fois-ci il faut apprendre à maîtriser l'élément de l'eau. Seul un ninja (simple ou de feu) peut entrer dans le dojo d'eau après avoir eu l'amulette par Sensei. Pour rentrer il faut cliquer sur la roche bleue. Le jeu se déroule dans la chute d'eau et le joueur doit remonter le cours de la rivière sans tomber, en utilisant les éléments présents, et être plus rapide que les autres. Le gagnant est celui qui sonne le gong le plus rapidement. Le vêtement d'eau est alors gagné. Il faut ensuite affronter le Sensei, et une fois battu le joueur devient ninja d'eau.

- Card-Jitsu Neige : Dans ce Card-Jitsu, il faut battre les ennemis bonshommes de neige Scrap, Sly et Tank avec l'aide des autres ninjas. Après avoir gagné plusieurs batailles, les ninjas doivent battre Tusk (l'ennemi de Sensei) avec l'aide de Sensei. Lorsqu'on le bat, les joueurs reçoivent la cape de Tusk et découvrent une vidéo sur le mystère de la disparition de Tusk…

### Mini-jeux solo
- Pizzatron 3000 : Il se déroule dans la pizzeria. Il faut laisser tomber les ingrédients pour réaliser les pizzas voulues. Des pièces de monnaie (soit 10, soit 20) sont gagnées pour chaque pizza. 750 pièces peuvent être gagnées à ce jeu. Vous pouvez aussi jouer avec l'option Friandise (il faut cliquer sur le levier à côté du pingouin pour débloquer cette option) qui crée des pizzas faites de bonbons.

- Surf des Mines : C'est un jeu acrobatique localisé dans la mine. Le joueur est placé dans un chariot en mouvement. 600 pièces peuvent être gagnées à ce jeu.

- Puffles en Fuite : Un jeu d'attrape-peluche situé dans le Parc Puffle. Il faut rassembler les Puffles dans la région clôturée. Le jeu se termine lorsque tous les Puffles sont rassemblés ou en fuite. Les pièces gagnées sont en fonction du nombre de Puffles rassemblés.

- Prendre la Vague : Un jeu de surf disponible dans la crique en cliquant sur la cabane de surf. 4 modes sont disponibles : la leçon de surf, le surf libre, la compétition, ou le mode de survie. Les modes de compétition et de survie sont réservés aux membres. 300 pièces peuvent être gagnées.(Voire plus).

- Aventure Jet Pack : Un jeu dans les airs disponible au poste d'observation du phare. Il faut récupérer les pièces de monnaie en prenant garde aux obstacles. Les bidons d'essence permettent de remplir le Jet Pack permettant de voler. Lorsqu'il ne reste plus de Jet Pack en réserve ni d'essence le jeu s'arrête.Il est possible d'emmener son puffle vert dans le jeu.

- Rapido Expresso : Un jeu situé dans le café dans lequel il faut porter des sacs de café tout en évitant les obstacles comme les enclumes, les vases...On peut aussi gagner des vies (représentées par une tête de pingouin).

- Astrotorpille : Un jeu de tir situé à l'étage de la discothèque où il faut tirer sur des formes en mouvement.

- Chaud Devant ! : Un jeu de logique situé à l'étage de la discothèque, où vous incarnez un puffle noir en feu qui doit passer sur toutes les cases, et se rendre sur la case rouge en dernier pour gagner, sans rester pris.

- Aquabond : Un jeu d'aquaboard dans lequel il faut sauter par-dessus des obstacles pour gagner des points.

- Glaglasticot : Un jeu de pêche dans lequel il faut attraper 60 poissons en évitant les obstacles. Les membres peuvent acheter une canne à pêche pour ce jeu et peuvent attraper des poissons gris, tandis que les normaux sont jaunes. À la fin du jeu, un énorme poisson rouge vient, et il y a une façon secrète de l'attraper.(Indice:un ver?Ce n'est pas assez!Mets en plus)

- Aquapince : Un jeu de sous-marin situé sur l'iceberg dans lequel il faut trouver des trésors cachés dans l'eau, tout en évitant les obstacles tels que les poissons et les parois de corail. Des pièces sont à gagner.Il est possible d'emmener son puffle rose jouer à Aquapince.

- S.O.S Puffles : Ce jeu est situé dans la mine. Trois modes sont disponibles : le sauvetage des puffles bleus sur la glace (gratuit pour tous), les puffles roses dans la caverne (membres seulement) et les puffles noirs sous l'eau (membres seulement). Le but est de sauver le plus de puffles possible en les ramenant à la case de départ, et en évitant les ennemis comme les requins, les pieuvres et les canons.

- Aéro Puffle : Ce jeu est situé à l'animalerie. Il faut propulser son puffle de canon en canon jusqu'à atteindre la baie en or.

- Opération Boulons : Un jeu de calcul situé dans le loft dans lequel il faut cliquer sur des boulons pour faire la somme indiquée.
- Roule Puffle : Un jeu de stratégie situé à l'animalerie où il faut guider le puffle jusqu'à la porte tout en attrapant les baies et, bien sûr, attraper la clé pour ouvrir la porte.

- StudioMix (anciennement DJ3K) : Ce jeu est a la Discothèque ou on peut faire du mix sur des chansons que nous pouvons aussi mettre dans nos igloos. Le puffle jaune peut aider dans le jeu.

- Smoothie Smash : Jeu se situant au Café, ou l'on peut faire des Smoothies en écrasant des fruits. Deux modes sont disponibles pour ce jeu : Le mode Normal : Vous devez écraser les fruits dans le bon ordre pour servir les pingouins. Le mode Survie : Vous devez écraser les fruits que vous voulez en évitant les obstacles (bombes et enclumes).

## Singles
Disney a créé des chansons grâce à l'univers de Club Penguin, telles que :
- Dubstep Puffle
- Puffle Party (Gotta Have a Wingman)
- Cool in the Cold
- Pour la fête on est là (The Party Starts Now en anglais)
- Anchors Aweigh
- Ghosts Just Wanna Dance
- Herbert Style
- Best of 2013
- Best Day Ever
- You Got This
- Puffle Shuffle
- Gonna be Epic

## Dessins animés
Disney a créé des dessins-animés dans l'univers de Club Penguin :
- La Nuit de la Luge Vivante (Noir & blanc et muet)
- La Nuit de la Luge Vivante 2 (Noir & blanc et muet)
- La Nuit de la Luge Vivante 3 (Noir & blanc et muet)
- L'Hôtel de la Luge Vivante
- Fais Dodo Herbert
- Aéro Puffle
- Card-Jitsu Feu
- Card-Jitsu Eau
- Problème de Puffle
- Rockhopper et le Poulpe Géant
- 2006/2011 : Club Penguin
- Nous vous souhaitons un joyeux Morse
- Fête Monstre à la Plage
- Panique à Halloween

### Mini dessins-animés
- Puffle Violet
- Puffle Rouge
- Puffle Marron
- La Nuit de la Luge Vivante #1
- La Nuit de la Luge Vivante #2
- La Nuit de la Luge Vivante #3
- Rockhopper et le Poulpe géant
- Il ne faut jamais réveiller un Sensei endormi
- Le puffle arc-en-ciel
- L'Hôtel de la Luge Vivante

## Mascottes
Le jeu comportait plusieurs mascottes qui apparaissent durant les fêtes mensuelles :
- Rookie, un pingouin à la fois drôle, farfelu, et parfois bête, il travaille aussi en tant qu'agent secret pour l'EPF, le groupement d'agents secrets de Club Penguin
- Gary, le "Gars aux Gadgets", qui travaille aussi pour les services secrets de Club Penguin (l'EPF)
- Cadence, la meilleure danseuse et chanteuse de l'île
- Le Joyeux Morse, un personnage éphémère qui n'apparaît qu'à Noël depuis 2014, inspiré par le Père Noël
- Tante Arctic, la rédactrice en chef du Club Penguin News, qui se révélera plus tard être "Le Directeur" à la tête de l'EPF, le groupement d'agents secrets de Club Penguin
- Dot, l'experte en déguisements de l'EPF
- Rockhopper, un pirate des mers, toute première mascotte de l'histoire du jeu
- Sensei, le maître de l'ancien art du Card-Jitsu
- DP (initiales de Dresseuse de Puffles et de son vrai nom Paige), la spécialiste des puffles
- Le Gars au Jet Pack (de son vrai nom Edgar), un agent secret toujours muni de son jet pack qui travaille pour les services secrets de Club Penguin (l'EPF)
- Le Penguin Band, un groupe de musique composé de Franky, G Billy, Petey K et Tempo Bob
- Sam (alias Sasquatch), un être à l'apparence d'un yéti mélangé à un pingouin, découvert lors de la Fête des Puffles 2015 en mars dans la forêt
- Herbert P. Bear (de son appellation complète Messire Herbert Percival Bear), un ours polaire arrivé par hasard sur l'île de Club Penguin et plus grand ennemi des pingouins, souhaitant réchauffer l'île où il y a froid, accompagné de son acolyte Klutzy le crabe

D'autres mascottes éphémères existaient également mais ne sont apparues que lors de quelques événements uniques tels que Elsa, Anna et Olaf pour les trois fêtes de La Reine des Neiges, CeCe et Rocky de Shake It Up en juin 2012 pour le Méga Show et aussi Brady et McKenzie pour la Fête Teen Beach Movie.

### Jeux vidéo
Plusieurs jeux vidéo disponibles sur des consoles de jeux vidéo étaient issus de Club Penguin :
- Club Penguin : Force d'Élite (Nintendo DS)[36]
- Club Penguin : La Vengeance d'Herbert (Nintendo DS)[37]
- Club Penguin : Le Grand Jour (Wii)[38]

## Serveurs privés
Tout au long de l'existence de Club Penguin, des serveurs privés nommés CPPS (Club Penguin Private Server) par la communauté du jeu ont été créés par des personnes tierces à Disney dans le but de pouvoir accéder gratuitement à toutes les fonctionnalités réservées aux joueurs possédant un abonnement payant ou aussi d'avoir un monde dérivé avec un univers customisé[réf. nécessaire].
Ces serveurs ont gagné une grande popularité à la suite de l'annonce de la fermeture de Club Penguin. On peut notamment citer Club Penguin Rewritten, ouvert le 12 février 2017, soit peu avant la fermeture de Club Penguin. Le jeu a atteint le million de joueurs inscrits le 12 octobre 2017 et compte plus de 7 millions de joueurs en août 2020.
Côté francophone, citons Aventure Pingouin, ouvert le 30 octobre 2017 et comptant plus de 108 000 inscrits en aout 2024.

### Statut légal
Les serveurs privés de Club Penguin reprennent essentiellement le contenu de Club Penguin, qui est protégé par des droits d'auteurs. Disney a déjà poursuivi plusieurs serveurs privés en émettant un avis de retrait (DMCA),.

### Sécurité
De nombreux CPPS ne sont pas sécurisés et sont exposés à des failles de sécurité, au hack, et à la vente de données. On peut citer Club Penguin Rewritten, qui a subi deux fuites de bases de données, une en janvier 2018 et une en juillet 2019, causant la fuite de mots de passes, courriel, IP de plus de quatre millions de comptes.

### Fermeture
Le 14 mai 2020, beaucoup de serveurs privés annoncent qu'ils ont reçu des avis de retrait du DMCA après l'apparition d'une affaire concernant Club Penguin Online, après l'apparition d'allégations concernant la pédophilie et la prédation d'enfants. Selon une enquête de la BBC, l'administrateur de ce dernier a été arrêté pour détention de photos de mineures dénudées. Le 15 mai, Disney ferme de force ce dernier. Dans une déclaration, Disney a déclaré : "La sécurité des enfants est une priorité absolue pour The Walt Disney Company et nous sommes consternés par les allégations d'activités criminelles et de comportements odieux sur ce site web non autorisé qui utilise illégalement la marque et les personnages de Club Penguin à ses propres fins."